# Autódromo Magyar Nemzetkozi
El Autódromo Magyar Nemzetkozi será un circuito de carreras de motor en Hungría, ubicado en la ciudad de Debrecen. El circuito fue diseñado para albergar el Gran Premio de Hungría de Motociclismo.

## Historia
Después del proyecto fallido del Balatonring, Hungría volvería a intentar entrar a la MotoGP en un circuito que será construido cerca de Debrecen. Se espera que las obras arranquen en el segundo trimestre de 2021 para estar construido y homologado con vistas a 2023, año en el que se espera el regreso del Gran Premio de Hungría de Motociclismo.
La nueva pista contara con un trazado de 5 km de largo, haciendo uno de los circuitos más largos del calendario de MotoGP. También contará con 15 giros y múltiples cambios de elevación.